# Der Staatsanwalt hat das Wort: … und wenn ich nein sage?
… und wenn ich nein sage? ist ein deutscher Fernsehfilm von Horst Zaeske aus dem Jahr 1973. Das kriminologische Fernsehspiel erschien als 31. Folge der Filmreihe Der Staatsanwalt hat das Wort.

## Handlung
Inge Hartung, Schulsekretärin und Mutter von drei Kindern, hat sehr früh geheiratet. Die Probleme der fünfköpfigen Familie wachsen ihr über den Kopf, sie begeht eine Straftat. Erika Pensel, Mitarbeiterin beim Rat der Stadt, ist eine Frau mit Lebenserfahrung – geschätzt und geachtet im Beruf. Im persönlichen Leben hatte sie nicht das Glück der Liebe. Da begegnet ihr der fast 20 Jahre jüngere Wolfgang. Er findet bei Erika ein geordnetes Zuhause, Geborgenheit und finanzielle Sicherheit. Erika glaubt sich am Ziel ihrer Wünsche. Um dieses schöne späte Glück zu erhalten, ist sie zu allem bereit. Sie ist auch bereit, das Glück von Inge Hartung und Familie aufs Spiel zu setzen.

## Produktion
… und wenn ich nein sage? (Arbeitstitel: Erpresserin / Die Erpresserin) entstand 1973 im Zuständigkeitsbereich des DDR-Fernsehens, Bereich Unterhaltende Dramatik – HA: Reihenproduktion, Abt. „Der Staatsanwalt hat das Wort“.
Szenenbild: Heinz-Helmut Bruder; Kostüm: Ursula Rotte; Dramaturge: Jutta Schütz; Kommentare: Peter Przybylski.